# Huygens (sonda spaziale)
Huygens è stata una sonda spaziale atterrata con successo su Titano, il più grande satellite naturale di Saturno, nel 2005. Costruita e pilotata dall'Agenzia spaziale europea (ESA) ha fatto parte della missione Cassini-Huygens e atterrando con successo su Titano è divenuta l'oggetto atterrato in un punto più lontano dalla Terra. È anche il primo atterraggio su una luna che non sia quella della Terra. La sonda portava il nome dell'astronomo olandese Christiaan Huygens, che scoprì Titano nel 1655.
Entrambe le navicelle della missione Cassini-Huygens furono lanciate dalla Terra il 15 ottobre 1997. Huygens si separò dall'orbiter Cassini il 25 dicembre 2004, e atterrò il 14 gennaio 2005 vicino alla regione Xanadu. Rimane l'unico atterraggio finora compiuto nel sistema solare esterno. L'atterraggio è avvenuto su una superficie secca, ma era previsto nel design della sonda anche la possibilità di un atterraggio in oceano. Huygens era progettata per ottenere dati riguardanti l'atmosfera solo per qualche ora e per un breve periodo mentre era sulla superficie, ma continuò a inviare dati per 90 minuti dopo l'atterraggio.

## Panoramica
Huygens era progettata per entrare nell'atmosfera di Titano e portare tutta la strumentazione integra alla superficie. Quando la missione è stata pianificata, tuttavia, non si aveva la certezza della natura del sito di atterraggio, che sarebbe potuto essere una zona montuosa o piana, o perfino un oceano. I tecnici della Nasa avrebbero dunque dovuto fare affidamento sulle analisi compiute dalla sonda Cassini per cercare di stimare il luogo dell'atterraggio.
Basandosi sulle foto effettuate da Cassini a 1 200 km al di sopra di Titano, l'atterraggio sarebbe avvenuto su una costa. Assumendo che il sito non fosse solido, Huygens fu progettata per sopravvivere agli impatti o splash down e inviare dati in queste condizioni. Se fosse atterrata in un oceano sarebbe stato il primo oggetto ad atterrare in un oceano extraterrestre. La batteria della navicella aveva un'autonomia di tre ore, la maggior parte della quale veniva assorbita durante la discesa in atmosfera. Gli ingegneri avevano stimato un invio di dati dalla superficie della durata di 30 minuti.

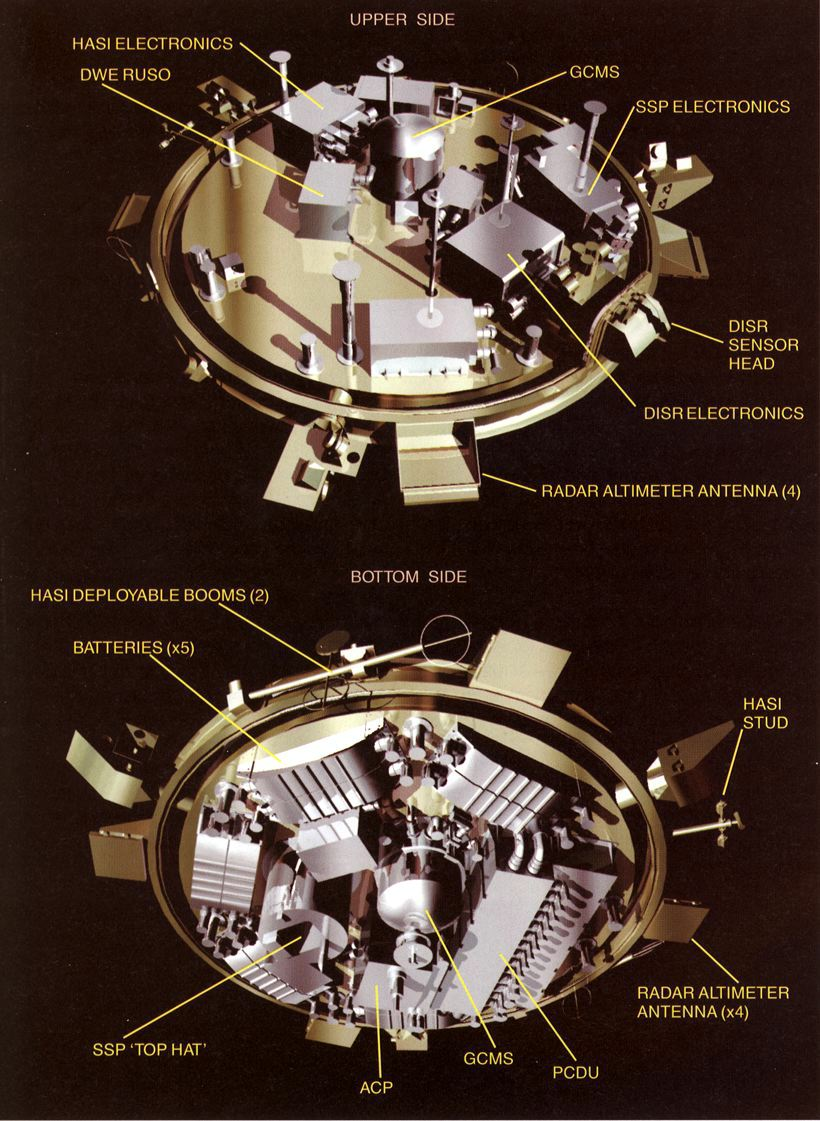
Huygens

I 318 kg del sistema Huygens consistevano nella sonda vera e propria che avrebbe effettuato la discesa su Titano e dall'equipaggaimento di supporto (detto PSE, probe support equipment) che sarebbe rimasto attaccato all'orbiter Cassini. Lo scudo termico di Huygens misurava 2,7 m di diametro. Dopo l'eiezione dello scudo la sonda misurava 1,3 m di diametro. Il PSE includeva l'elettronica necessaria a tracciare la sonda, ricevere i dati ottenuti, processarli e inviarli all'orbiter e da qui trasmetterli alla Terra.
La sonda è rimasta dormiente durante i 6-7 anni di viaggio interplanetario eccetto per i controlli semiannuali. Questi controlli erano seguiti dalla simulazione dell'atterraggio, i risultati erano poi esaminati dagli esperti sulla Terra.
Prima della separazione della sonda è stato effettuato un controllo finale. Fu calcolato il tempo necessario prima dell'accensione dei sistemi della sonda (15 minuti prima del contatto con l'atmosfera di Titano), quindi la sonda si sarebbe separata dall'orbiter e seguito la rotta attorno Titano per 22 minuti senza alcun sistema attivo eccetto il wake-up timer.
La fase principale della missione era il paracadutaggio nell'atmosfera della luna. Le batterie e tutte le altre risorse a bordo erano studiate per una durata di 153 minuti più 3 minuti addizionali sulla superficie di Titano (con la possibilità di estendere questa finestra di mezz'ora o più). Il collegamento radio fu attivato nella prima fase della discesa e l'orbiter sarebbe rimasto in contatto con la sonda per le seguenti 3 ore, la fase di discesa e i primi 30 minuti dopo il touchdown. Non molto dopo la chiusura della finestra di 3 ore, la high-gain antenna (HGA) di Cassini fu puntata verso la Terra.
Grossi radiotelescopi furono usati dalla Terra per "ascoltare" le trasmissioni da 10 watt di Huygens usando la tecnica del very-long-baseline interferometry. Alle 11:25 CET del 14 gennaio, il radiotelescopio Robert C. Byrd Green Bank Telescope (GBT) in West Virginia rilevò il segnale vettore da Huygens. Il GBT continuò a ricevere il segnale chiaramente anche dopo che Cassini smise di ricevere il flusso di dati.

## Risultati
Huygens atterrò verso le 12:43 UTC il 14 gennaio 2005 con un impatto simile a quello di una palla lasciata cadere da un'altezza di 1 metro. L'impatto formò un cratere profondo 12 cm; la sonda strisciò sulla superficie per circa 30-40 cm fino a fermarsi nella sua posizione finale oscillando prima 4 o 5 volte. I sensori della sonda hanno continuato a registrare le oscillazioni per alcuni secondi dopo l'arresto sulla superficie. Alzò inoltre una nuvola di polvere (o meglio di aerosol organico) rimasto sospeso in aria per circa 4 secondi dopo l'impatto.

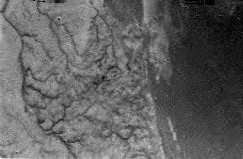
La prima immagine registrata, fatta ad un'altitudine di 16 km. Mostra quelli che si credono essere dei canali che scorrono verso un litorale. La parte più scura della foto sono pianure mentre le aree più chiare sono aree più elevate.

Sulla superficie d'atterraggio si sono trovate tracce di ciottoli di acqua circondati da una sottile "nebbia" di metano. Le prime immagini di Titano provenienti dalla sonda infatti indicavano la presenza massiccia di corpi liquidi sulla superficie. La prima foto mostra quelli che sembrano dei canali secchi che attraversano la terra ferma fino ad arrivare a un oceano (evidenziato dalla parte scura della foto). Alcune sembrano mostrare invece isole o nebbia avvolgere la linea costiera. Una successiva analisi della traiettoria della sonda indica infatti che Huygens atterrò entro la regione scura della foto, cioè in quella che si pensava fosse un oceano. Però le foto dalla superficie mostrano quello che sembra un lago secco ed è la prova dell'azione dell'acqua sulla superficie stessa ma laghi di idrocarburi o mari non sono presenti sul luogo d'atterraggio. Le ulteriori informazioni dalla missione Cassini confermano comunque la presenza di laghi permanenti di idrocarburi nelle regioni polari di Titano (Laghi di Titano). Sono stati scoperti altri laghi anche non molto lontani dal sito d'atterraggio; nel deserto secco invece sono presenti oasi presumibilmente alimentate da falde acquifere.
La superficie è stata inizialmente descritta come formata da un materiale simile all'argilla quindi come "un materiale con una sottile crosta superiore e una regione sottostante di consistenza più uniforme". Successive analisi hanno però appurato che questa consistenza della superficie è stata causata dalla stessa sonda che atterrando ha urtato su un grande ciottolo, la superficie è quindi descritta meglio dicendo che assomiglia a "della sabbia fatta da granelli di ghiaccio" o come neve ghiacciata in superficie. Le immagini scattate dalla sonda appena atterrata mostrano una superficie coperta di ciottoli, ciottoli che potrebbero essere fatti di ghiaccio ricoperti da idrocarburi; alcuni sono smussati ed evidenziano l'azione di fluidi. Le rocce sembrano sagomate come se fossero appartenute a un torrente situato vicino al letto di lago descritto in precedenza. Non sono stati osservati ciottoli più grandi di 15 cm mentre rocce più piccole di 5 cm sono rare nei pressi del sito d'atterraggio. Questo significa che i ciottoli più grandi non sono stati trasportati nel letto del lago mentre le piccole rocce sì.
La temperatura al sito di atterraggio era di 93.8 K (−179.3 °C; −290.8 °F) alla pressione di 1467,6 mbar (1,448 atm), implicando un'abbondanza di metano 5±1% e umidità relativa di metano del 50% nei pressi della superficie. Perciò la formazione di nebbia nelle vicinanze del sito era improbabile. I termometri di Huygens hanno rilevato un raffreddamento repentino della sonda tale addirittura da inumidire il suolo, un'immagine mostra infatti una goccia di condensa cadere di fronte all'obbiettivo della fotocamera. Su Titano la flebile luce solare permette l'evaporazione di solo qualche centimetro di acqua all'anno (contro il metro che evapora sulla Terra), ma l'atmosfera è capace di trattenere l'equivalente di 10 metri di liquido prima della formazione di pioggia. Quindi su Titano si hanno violenti acquazzoni intervallati da decenni di siccità.
Huygens trovò la luminosità (nel momento dell'atterraggio) circa cento volte minore di quella che si avrebbe sulla Terra durante una illuminazione totale del Sole, cioè la stessa illuminazione che si ha sulla Terra qualche minuto dopo il tramonto. Il colore del cielo e della scena rimane sull'arancione a causa della massiccia attenuazione della luce blu causata dalla foschia. Il Sole (che era alto nel momento dell'atterraggio) appare visibile come un piccolo punto brillante, piccolo un decimo rispetto al disco solare osservabile dalla Terra, comparabile ad un faro di una macchina visto a 150 metri di distanza. Riesce a gettare ombre nitide ma di basso contrasto visto che il 90% dell'illuminazione viene dal cielo.

## Cronologia
- Huygens si separa da Cassini alle 02:00 UTC del 25 dicembre 2004 in Spacecraft Event Time.
- Huygens entra nell'atmsofera di Titano alle 10:13 UTC del 14 gennaio 2005 in SCET, secondo ESA.
- La sonda atterra sulla superficie di Titano 10.2°S, 192.4°W circa alle 12:43 UTC in SCET (2 ore 30 minuti dopo l'ingresso in atmosfera).

## Strumentazione
Huygens aveva sei complessi strumenti a bordo per acquisire un ampio spettro di dati scientifici. La discesa verso Titano, la raccolta dati e il loro instradamento verso Cassini per la trasmissione verso Terra furono gestite dal computer di bordo della sonda (chiamato CMDS) fornito dalla allora LABEN di Milano(oggi Thales Alenia Space, sede di Gorgonzola (Milano)).

### HuygensAtmospheric Structure Instrument (HASI)
Questo strumento aveva una serie di sensori atti alla misurazione delle proprietà fisiche ed elettriche dell'atmosfera. Accelerometri misurarono le forze nei tre assi durante la discesa attraverso l'atmosfera, conoscendo a priori l'aerodinamica della sonda infatti è stato possibile determinare la densità dell'atmosfera di Titano e individuare raffiche di vento. Essendo la sonda disegnata anche per l'eventualità di atterraggio su superficie liquida, gli strumenti sarebbero stati in grado di misurare il suo movimento attraverso le onde. Sensori di temperatura e pressione misuravano le proprietà termiche della luna. Il Permittivity and Electromagnetic Wave Analyzer  misurava la presenza di elettroni o ioni conduttori nell'atmosfera e ricercava la presenza di onde elettromagnetiche. È stata misurata la conduttività elettrica e la permittività elettrica del materiale superficiale di Titano. HASI comprendeva anche un microfono che ha registrato i suoni durante la discesa.

### Doppler Wind Experiment (DWE)
Questo strumento è stato usato per misurare il vento nell'atmosfera di titano attraverso l'effetto Doppler nel segnale portante. Si sarebbe dovuta anche misurare l'oscillazione della sonda durante la fase col paracadute aperto ma un guasto durante l'accensione dei controlli di terra ha impedito le misurazioni.
Le misurazioni sono partite a 150 km dal suolo mentre Huygens viaggiava ad oltre 400 km/h.
Fra gli 80 e 60 km la sonda è stata investita da folate di vento verticali. A livello del suolo il VLBI ha misurato un vento calmo di qualche metro per secondo come previsto.

### Descent Imager/Spectral Radiometer (DISR)
Essendo una missione incentrata sullo studio dell'atmosfera, il DISR era stato ottimizzato per studiare le radiazioni presenti nell'atmosfera stessa. Gli spettrometri e fotometri misuravano il flusso di radiazione da un'altezza di 145 chilometri dalla superficie. Aiutati dalla lenta rotazione della sonda si è riusciti a costruire un mosaico completo del sito d'atterraggio che però è stato visibile solo al di sotto dei 25 km di altitudine. Tutte le misurazioni erano sincronizzate affidandosi ad una barra che facendo ombra avrebbe "comunicato" al DISR quando il sole sarebbe passato attraverso il campo di vista. Sfortunatamente questo schema non ha funzionato in quanto la sonda ha ruotato nella direzione opposta a quella prevista. Solo prima dell'atterraggio una lampada è stata accesa per illuminare la superficie iniziando la misurazione del riflesso della superficie.
DISR fu sviluppato dal Lunar and Planetary Laboratory dell'University of Arizona sotto la direzione di Martin Tomasko e con l'aiuto di molti istituti europei per la realizzazione dell'hardware. "Gli obiettivi scientifici dell'esperimento ricadono in quattro aree che includono (1) misurazioni del calore solare e studio del bilancio termico di TItano; (2) studio della composizione, topografia, e processi fisici che danno forma alla superficie così com'è; (3) misurazioni della lucentezza e grado di polarizzazione lineare della diffrazione della luce solare insieme alle misurazioni della profondità dell'aerosol in funzione della lunghezza d'onda e altitudine per studiare le dimensioni, la forma, la distribuzione verticale, proprietà ottiche e fonti di questo aerosol (4) misurazioni dello spettro del flusso solare per studiare la composizione atmosferica, in special modo il rateo di metano."

### Gas Chromatograph Mass Spectrometer (GC/MS)

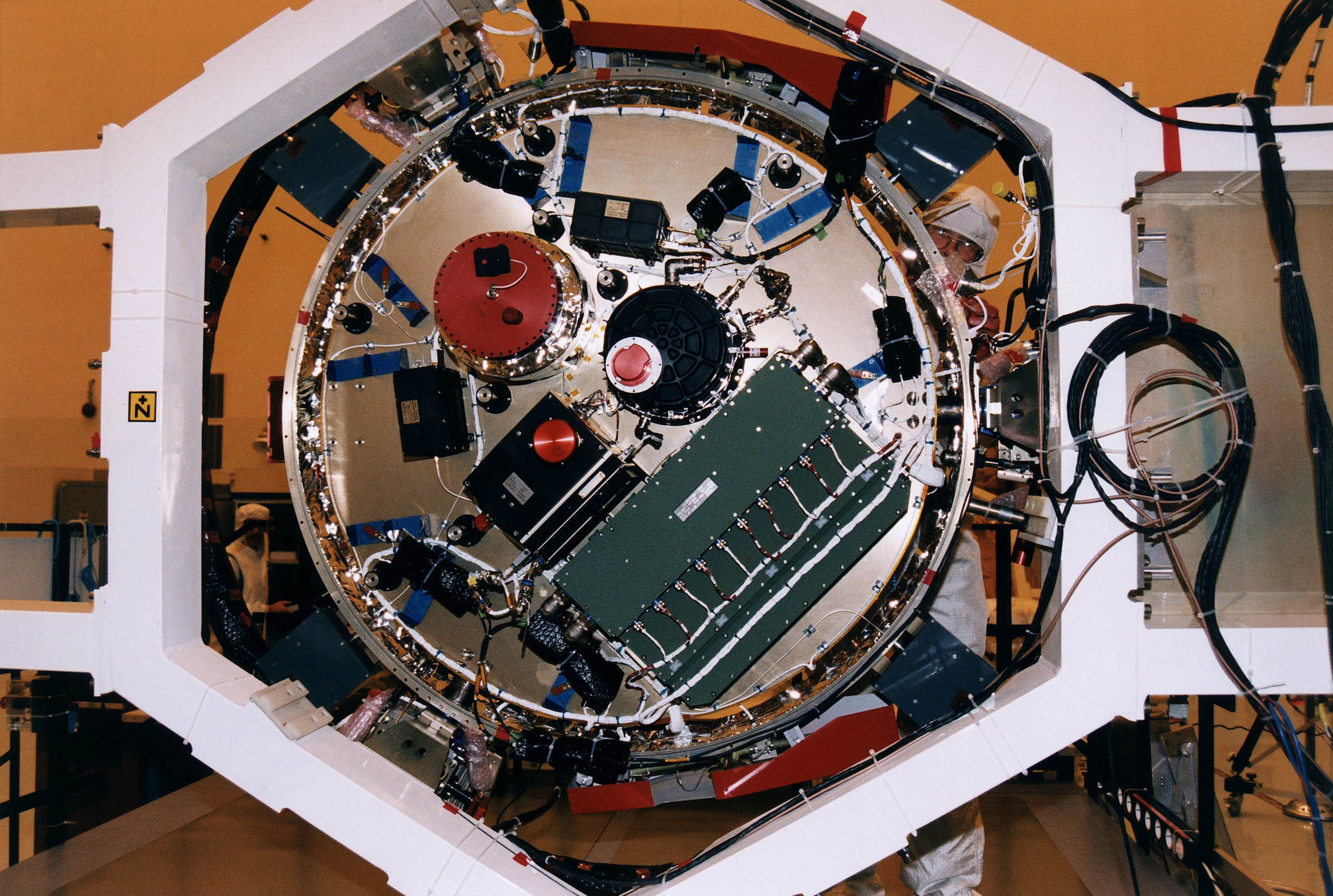
Un tecnico è in piedi dietro alla parete della strumentazione scientifica di Huygens "Payload Hazardous Servicing Facility (PHSF) ".

Questo strumento è un versatile analizzatore di gas che fu progettato per identificare e misurare la composizione chimica dell'atmosfera di Titano. I campioni furono raccolti ad alta quota. Lo spettrometro di massa raccolse i dati necessari a costruire un modello per la massa molecolare di ogni gas. Durante la discesa, il GC/MS analizzò anche i prodotti della pirolisi (per esempio campioni alterati dal calore) forniti dal Aerosol Collector Pyrolyser. Questa indagine fu possibile riscaldando il GC/MS appena prima dell'impatto in modo da vaporizzare il materiale della superficie. Il GC/MS è stato sviluppato dal Goddard Space Flight Center e l'University of Michigan's Space Physics Research Lab.

### Aerosol Collector and Pyrolyser (ACP)
L'esperimento ACP analizzava le particelle di aerosol attraverso filtri, che venivano riscaldati in appositi forni (usando il processo di pirolisi) fino a vaporizzare e decomporre i materiali organici. I prodotti scorrevano attraverso tubazioni al GC/MS per essere analizzati. Due filtri diversi sono stati usati per catturare i campioni ad altitudini diverse. L'ACP fu sviluppato da un team francese dell'ESA (Laboratoire Inter-Universitaire des Systèmes Atmosphériques (LISA)).

### Surface Science Package (SSP)
Il SSP conteneva un certo numero di sensori progettati per determinare le proprietà fisiche della superficie di Titano sia nell'eventualità di atterraggio su superficie solida che ammaraggio. Un sonar, durante gli ultimi 100 metri della discesa, ha determinato la distanza dal terreno, misurando il rateo di discesa e la rugosità del punto di atterraggio). Essendo progettati anche per l'eventualità di atterraggio in oceano, il sonar era in grado di misurare la velocità del suono e la profondità di questo. Furono effettuate durante la discesa le misurazioni della velocità del suono, sulla composizione atmosferica e sulla temperatura mentre un accelerometro ha misurato il profilo di decelerazione all'impatto riuscendo ad evidenziare anche la durezza della superficie. Un sensore di inclinazione era in grado di misurare le oscillazioni ed eventualmente la presenza di onde. Se fosse ammarato altri strumenti sarebbero stati in grado anche di misurare densità, temperatura, conducibilità termica, capacità termica, proprietà elettriche e indici refrattivi. Un penetrometro che fuoriusciva dalla sonda di 55mm si sarebbe andato a rompere grazie alla forza della sonda che impattava al suolo. Si pensa che il penetrometro impattò inizialmente con uno di quei ciottoli di ghiaccio fotografatati anche dalla camera del DIS.
SSP è stato sviluppato dal Space Sciences Department of the University of Kent e il Rutherford Appleton Laboratory Space Science Department sotto la direzione del Professor John Zarnecki.

## Caratteristiche della sonda

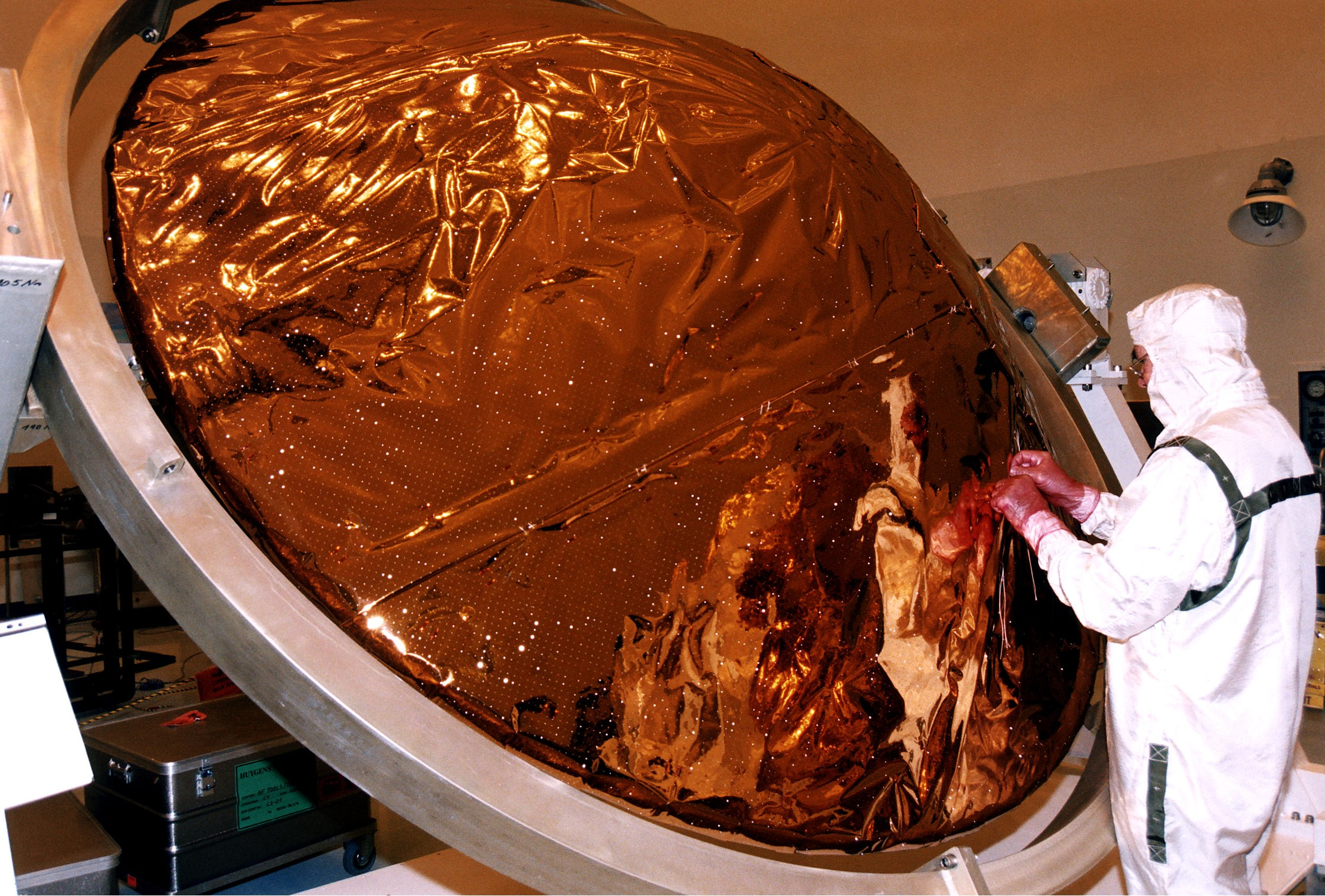
Applicazione del multistrato protettivo durante l'assemblaggio finale. Il colore dorato è dovuto al riflesso del rivestimento in alluminio del pannello di Kapton che invece era ambrato.

Huygens fu costruita da Aérospatiale Cannes Mandelieu Space Center, facente parte di Thales Alenia Space. Lo scudo termico fu costruito sotto la responsabilità di Aérospatiale.

### Paracadute
Martin-Baker Space Systems ha realizzato il paracadute di Huygens, le componenti strutturali e tutti i meccanismi che avrebbero controllato la discesa su Titano. IRVIN-GQ ha definito le strutture dei paracadute. Irvin ha lavorato sul sotto-sistema di controllo della discesa della sonda in subappalto a Martin-Baker Space Systems.

## Difetti critici di progetto parzialmente risolti
Molto dopo il lancio alcuni ingegneri trovarono un difetto che avrebbe potuto causare la perdita della trasmissione di dati verso la Terra.
Essendo Huygens troppo piccola per trasmettere direttamente alla Terra, era stata progettata per trasmettere la telemetria durante la discesa a Cassini che a sua volta avrebbe girato la trasmissione alla Terra. Gli ingegneri erano inquieti riguardo a questo sistema, dato che non era stato testato prima del lancio sotto condizioni abbastanza realistiche. Nei primi mesi del 2000 furono mandate, dalla Terra verso Cassini, delle telemetrie per effettuare una simulazione ma Cassini non fu in grado di inoltrare i dati correttamente.
Il motivo: secondo il piano originale, quando la sonda sarebbe stata lungo la traiettoria di discesa avrebbe accelerato relativamente a Cassini causando la variazione dell'effetto Doppler del suo segnale. L'hardware a bordo di Cassini era in grado di ricevere un certo range di shift di segnale ma il firmware fallì nel tener conto di questo.
Ovviamente riprogrammare il firmware era impossibile, si decise quindi di cambiare traiettoria. Huygens si separò un mese in ritardo (dicembre 2004 invece di novembre) e si avvicinò a Titano in modo da far viaggiare la trasmissione perpendicolarmente alla direzione del suo moto rispetto Cassini, riducendo l'effetto Doppler.
Il cambiamento di traiettoria riuscì grosso modo a risolvere il difetto e la trasmissione dei dati riuscì con successo nonostante le informazioni da una delle due radio furono perse a causa di un altro errore.

## Perdita di dati dal canale A
Huygens era programmato per trasmettere la telemetria e dati scientifici a Cassini che li avrebbe inoltrati verso la Terra usando due radio a banda S. Il canale A era l'unico per un esperimento che avrebbe dovuto misurare la velocità del vento attraverso lo studio di piccoli cambiamenti di frequenza causati dal movimento della sonda. Inoltre ogni canale avrebbe trasmesso tutte le 350 immagini scattate durante la missione.
Cassini non ricevette mai nessun segnale dal canale A a causa di un errore nella programmazione. Il ricevitore a bordo dell'orbiter non fu mai acceso per decisione da parte di ESA che ammise il proprio errore nella programmazione.
Siccome il canale A non fu usato, solo 350 delle 700 immagini furono ricevute; inoltre tutte le misurazioni radio Doppler fra Cassini e Huygens furono perse. Alcune misurazioni di Huygens furono fatte dalla Terra ma non sono così accurate come quelle fatte da Cassini. L'uso di accelerometri e il tracking della posizione di Huygens (grazie al VLBI) fornirono una misurazione abbastanza accurata della direzione e della velocità del vento.

## Sito d'atterraggio

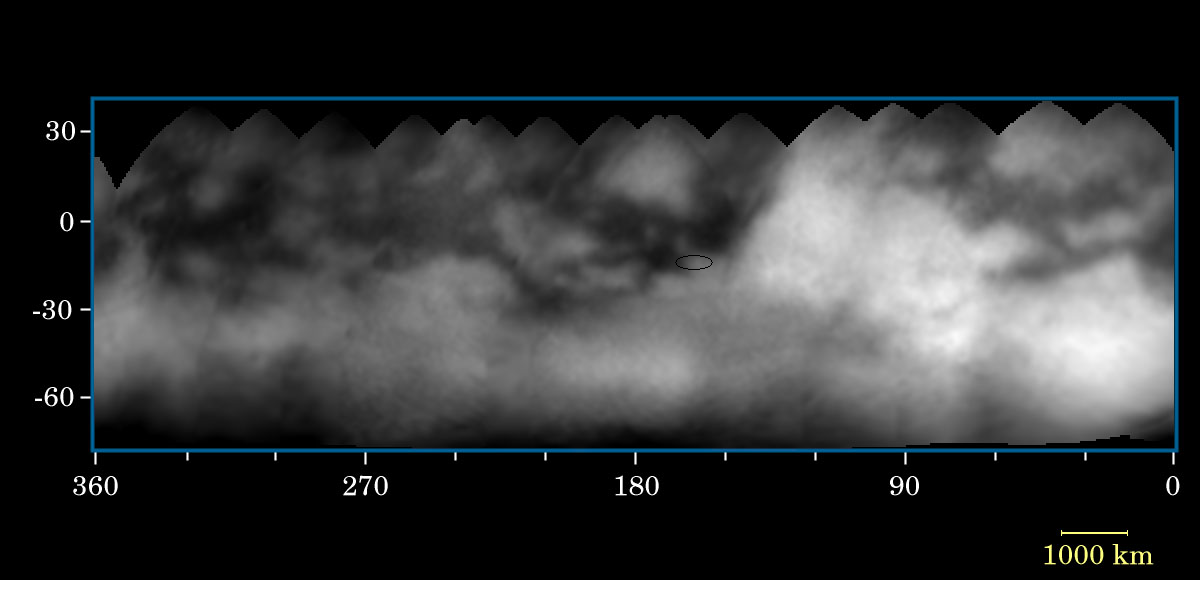
La regione luminosa a destra è la regione Xanadu.

La sonda atterrò su Titano alle coordinate 10°12′S 192°24′W.